# Marcala
Marcala es un municipio del departamento de La Paz en la República de Honduras.

## Toponimia
Marcala significa etimológicamente "Lugar de Cárceles" por las guerras entre tribus pre-independentistas y después de la independencia las guerras civiles, provocaron los asentamientos humanos en estas zonas, y sus difíciles accesos la convertían en zonas de protección por sí solas; ante el ataque de los caudillos

## Límites
Se ubica en el Departamento de La Paz, a unos 100 km al oeste de Tegucigalpa. Situado en una planicie rodeado de montañas, colindando al sur con la República de El Salvador.
| Orientación | Límite                         |
| ----------- | ------------------------------ |
| Norte       | Departamento de Intibucá       |
| Sur         | República de El Salvador       |
| Este        | Municipio de Santa Ana, La Paz |
| Este        | Municipio de Opatoro, La Paz   |
| Este        | Municipio de Chinacla, La Paz  |
| Este        | Municipio de San José, La Paz  |
| Este        | Municipio de Cabañas, La Paz   |
| Oeste       | municipio de Yarula, La Paz    |

## Historia
En 1635, el Municipio de Marcala fue fundado.
"El antiguo pueblo de Chinacla se estableció originalmente en la cima del Cerro El Pelón de la Aldea La Estanzuela, y que solo se sabe que existió porque todavía estaban los arranques de su Iglesia".
Posteriormente el pueblo de Chinacla se salió del Cerro El Pelón trasladándose al lugar de "Capiro" O pueblo viejo actualmente en las faldas del Cerro Musula.
A mediados del siglo XVI y después de algún tiempo de vivir en completa tranquilidad y paz, el pueblo de los Ingurulas que vivían en la montaña y cerca de Guacupuzca (Llamado hoy Llanos de San Antonio), se levantaron en son de guerra contra los Chinaclas. Se armaron de hondas de mescal, flechas y palos, arremetieron contra ellos pero los Chinaclas los derrotaron.
Los Chinaclas alentados por su victoria, dispusieron bajarse del lugar donde hoy está Marcala, con el tiempo se dividieron en cuatro partes, no obstante la mayor parte se quedó, retirándose el resto hacia Chinacla actual, San José, Santa María y Tamara.
Como el antiguo pueblo de Chinacla era de pura raza indígena, los que se quedaron aquí después del Combate de Capiro permanecieron aletargados en sus movimientos de progreso y fueron éstos los que le dieron a su nuevo pueblo el nombre de Marcala. Nuestros antepasados continuaron viviendo por algún tiempo en buena armonía y paz con sus aliados que fueron los Chinaclas, hasta que aparecieron desavenencias entre ellos, resolviendo de común acuerdo separarse en forma amigable, es decir que los Marcalinos, dueños de los predios desde tiempos inmemorables permitieron que los Chinaclas se establecieran en el lugar que hoy ocupan, para vivir bajo la misma parroquia, aunque en dos parcelas distintas, pero siempre en terreno de Marcala.
En 1582, en el informe del gobernador de la provincia Alonso Contreras de Guevara, aparece como Pueblo de Indios con veinte tributarios.
Posteriormente se le llamó Caprino y fue poblado por vecinos provenientes de Chinacla como lo manifiesta el censo eclesiástico de 1791.
En 1889, en el anuario estadístico de 1889 aparece como categoría de municipio obtenida en 1834 y ya con el actual nombre. Al crearse el departamento de La Paz quedó recluido en esta jurisdicción.
En 1786 (5 de diciembre), a nombre de S.M.C. y en aplicación del artículo (86) de la Real Ordenanza de Intendentes, se hizo merced al Pueblo de Marcala de las tierras que poseía desde tiempos inmemorables, sesión que fue sellada en Comayagua, el 8 de octubre de 1807 y cuya copia fue sacada

## Sitios Históricos y Culturales

### "La cueva del Gigante"
Este sitio es de mucha importancia porque es el sitio arqueológico más viejo de Honduras el cual fue descubierto por George Hasemann. Según los arqueólogos, "Los primeros habitantes de lo que es hoy Honduras, y probablemente de Centro América, vivieron hacia 9,480 años antes de Cristo en 'la gruta de el Gigante.'"
Los investigadores que trabajaron en esta cueva "encontraron en la gruta restos milenarios de fibras de textiles, cuerdas y cestería, una concha de caracol, implementos de hueso, trozos de artefactos de piedra trabajadas, puntas de proyectiles usados para la casería, y de alimentos como mazorcas de maíz, frutas y vegetales, así como pintura rupestre."
Además de todos los artefactos y otros restos antiguos también se encontraron en las paredes de la cueva el Gigante y en otros sitios de la zona, "dos tipos de imágenes. Unas manos y una forma que se asemeja a un ganso o un cisne. La mano es un icono común que se encuentra distribuido en sur, centro, y Norteamérica y también es un tema común en Australia y Europa." La Cueva del Gigante2 se puede encontrar a tan solo 500 metros de la cascada que se llama La Estanzuela y esta misma queda a 7 millas de la comunidad de Marcala.

### La iglesia católica "San Miguel Arcángel"
Marcala cuenta entre sus bienes de valor histórico tiene a  la iglesia San Miguel de Arcángel, fundada en 1889. La iglesia es uno de los edificios más antiguos y fue ampliada en 1960 sin perder el diseño original, la estructura fue armada con paredes de adobe y techo de teja, con una capacidad para albergar a 350 personas y el reloj que posee la torre norte fue comprado en España e instalado en 1923.

## División Política
Aldeas: 3 (2013)
Caseríos: 68 (2013)
| Código | Aldea      |
| ------ | ---------- |
| 120801 | Marcala    |
| 120802 | Sabaneta   |
| 120803 | Santa Cruz |

| Código | Aldea         |
| ------ | ------------- |
|        | El Cerrón     |
|        | El Pastal     |
|        | La Estanzuela |
|        | La Florida    |
|        | Las Flores    |
|        | Los Planes    |
|        | Mezcalito     |
|        | Mogola        |
|        | Montaña Verde |
|        | Musula        |
|        | Sabanetas     |
|        | San Antonio   |
|        | Santa Cruz    |
|        | Sigamane      |

| Código | Caserío           |
| ------ | ----------------- |
|        | Altos del Pinar   |
|        | Brisas del Bosque |
|        | Buena Vista       |
|        | Cerro Verde       |
|        | Cerro Verde       |
|        | Chiflador         |
|        | Choacapa Sur      |
|        | Choacapa          |
|        | Chusmuya          |
|        | Coral de Piedra   |
|        | El Chapulin       |
|        | El Pastal Centro  |
|        | El Pelón          |
|        | El Tablón         |
|        | Fátima            |
|        | Guanizales        |
|        | Guascupusca       |
|        | La Chorrera       |
|        | La Esmeralda      |
|        | Las Acacias       |
|        | Las Crucitas      |
|        | Las Queseras      |
|        | Las Tranquitas    |
|        | Las Vegas         |
|        | Llano del Horcón  |
|        | Llano Largo       |
|        | Los Charcos       |
|        | Morazán           |
|        | Ocotal Oscuro     |
|        | Pueblo Viejo      |
|        | Santa Rosita      |
|        | Sirara            |
|        | Sisiguara         |
|        | Tres Cruces       |
|        | Valle de Paloma   |

## Deportes
La ciudad cuenta con un club de fútbol en la Segunda División de Honduras,  el Marcala Júnior.